# Liste der Monuments historiques in Lizy-sur-Ourcq
Die Liste der Monuments historiques in Lizy-sur-Ourcq führt die Monuments historiques in der französischen Gemeinde Lizy-sur-Ourcq auf.

## Liste der Bauwerke
| Bezeichnung      | Beschreibung                  | Standort | Kennzeichnung | Schutzstatus | Datum | Bild           |
| ---------------- | ----------------------------- | -------- | ------------- | ------------ | ----- | -------------- |
| Kirche St-Médard | Erbaut im 16./17, Jahrhundert | (Lage)   | PA00087062    | Inscrit      | 1942  | weitere Bilder |

## Liste der Objekte
Zum Verständnis siehe: Kirchenausstattung
- Monuments historiques (Objekte) in Lizy-sur-Ourcq in der Base Palissy des französischen Kultusministeriums